# 208. Infanterie-Division (Deutsches Kaiserreich)
Die 208. Infanterie-Division war ein Großverband der Preußischen Armee im Ersten Weltkrieg.

## Geschichte
Die Division wurde Mitte August 1916 gebildet, zunächst an der Ostfront eingesetzt und Mitte Oktober 1916 an die Westfront verlegt, wo sie bis Kriegsende kämpfte.

### Gefechtskalender

#### 1916
- 03. bis 8. September – Reserve der OHL und Transport von Hannover nach dem Osten
- 08. bis 15. September – Reserve der k. und k. Heeresgruppe Erzherzog Karl
- 16. September bis 10. Oktober – Stellungskämpfe an der Narajowka, zwischen Narajowka und Zlota-Lipa und an der Ceniowka
  - 16. bis 19. September – Zweite Schlacht an der Narajowka und Zlota-Lipa
  - 05. bis 6. Oktober – Dritte Schlacht zwischen Narajowka und Zlota-Lipa
- 10. bis 19. Oktober – Reserve der OHL und Transport nach dem Westen
- 19. Oktober bis 26. November – Schlacht an der Somme
- 27. November bis 17. Dezember – Stellungskämpfe an der Somme
- ab 22. Dezember – Stellungskämpfe an der Yser

#### 1917
- bis 10. April – Stellungskämpfe an der Yser
- 11. April bis 7. Mai – Frühjahrsschlacht bei Arras
- 08. Mai bis 20. Juni – Kämpfe vor der Siegfriedfront
- 21. Juni bis 21. August – Kämpfe in der Siegfriedfront
- 25. August bis 30. September – Schlacht in Flandern
- 04. Oktober bis 26. November – Kämpfe auf den Maashöhen bei Lamorville-Spada und St. Mihiel
- ab 27. November – Kämpfe in der Siegfriedstellung
  - 27. bis 29. November – Schlacht von Cambrai

#### 1918
- bis 31. Januar – Kämpfe in der Siegfriedstellung
- 01. Februar bis 20. März – Kämpfe in der Siegfriedstellung und Vorbereitungszeit für die Große Schlacht in Frankreich
- 21. März bis 6. April – Große Schlacht in Frankreich
- 07. April bis 2. Juni – Kämpfe an der Ancre, Somme und Avre
- 02. Juni bis 9. August – Stellungskämpfe zwischen Maas und Mosel
- 09. bis 27. August – Schlacht um Roye und Lassigny
  - 10. August bis 3. September – Abwehrschlacht zwischen Somme und Oise
- 04. bis 18. September – Kämpfe vor der Siegfriedfront
- 19. September bis 8. Oktober – Abwehrschlacht zwischen Cambrai und St. Quentin
- 09. Oktober bis 4. November – Kämpfe vor und in der Hermannstellung
  - 24. Oktober bis 4. November – Schlacht um Valenciennes
- 05. bis 11. November – Rückzugskämpfe vor der Antwerpen-Maas-Stellung
- ab 12. November – Räumung des besetzten Gebietes und Marsch in die Heimat

## Gliederung

### Kriegsgliederung vom 29. August 1916
- 185. Infanterie-Brigade
  - Infanterie-Regiment „von Lützow“ (1. Rheinisches) Nr. 25
  - Reserve-Infanterie-Regiment Nr. 65
  - Infanterie-Regiment Nr. 185
  - Feldartillerie-Regiment Nr. 267
  - Pionier-Kompanie Nr. 338
  - Minenwerfer-Kompanie Nr. 169

### Kriegsgliederung vom 8. März 1918
- 185. Infanterie-Brigade
  - Infanterie-Regiment „von Lützow“ (1. Rheinisches) Nr. 25
  - Reserve-Infanterie-Regiment Nr. 65
  - Infanterie-Regiment Nr. 185
  - 1. Eskadron/Reserve-Dragoner-Regiment Nr. 6
- Artillerie-Kommandeur Nr. 208
  - Feldartillerie-Regiment Nr. 267
- Pionier-Bataillon Nr. 208
- Divisions-Nachrichten-Kommandeur Nr. 208

## Kommandeure
| Dienstgrad      | Name                 | Datum                                 |
| --------------- | -------------------- | ------------------------------------- |
| Generalleutnant | Emil Alexander Hesse | 29. August 1916 bis 27. November 1916 |
| Generalmajor    | Wilhelm von Groddeck | 28. November 1916 bis Januar 1919     |